# Лаала, Самир
Самир Лаала (фр. Samir Laala; 2 октября 1968 в Батне, Алжир) — алжирский профессиональный боксёр выступавший в легчайшей, второй легчайшей и полулёгкой весовых категориях. Интернациональный чемпиона по версии WBC (1997) и претендент на титулы чемпиона по версиям IBC и EBA (2003).

## Карьера
Самир Лаала дебютировал на профессиональном ринге 18 ноября 1994 года в Руне (Франция) победив француза боксёра Паскаля Комейла. В своих следующих восьми поединках, которые были рейтинговыми и прошли на территории Франции, Лаала одержал победы (4 из них по очкам, 2 боя выиграл нокаутов, один техническим нокаутом и ещё один ввиду дисквалификации соперника).
30 октября 1997 года Лаала провёл свой десятый поединок на профессиональном ринге, победив румынского боксёра Патрицу Яноша Параскиву. На кону в этом поединке стоял титул интернационального чемпиона в легчайшем весе по версии Всемирного боксёрского совета, который в итоге остался за алжирцем. После победы над Патрицу, Самир провёл ещё два поединка, которые прошли в рамках второго легчайшего веса. В этих боях Лаала которых одержал победу.
В 2003 году Самира Лаала вернулся на ринг и провёл ещё два поединка. 13 марта он выиграл техническим нокаутом победил Жан-Мишеля Ракотомаво (2-1). 11 апреля Лаала провёл свой последний поединок на профессиональном ринге, проиграв техническим нокаутом в 8-м раунде датскому боксёру Сенду Абази (25-1), в бою за титулы чемпиона по версиям Европейской боксёрской ассоциации и Международного боксёрского совета.